# 太宰府信号場
太宰府信号場（だざいふしんごうじょう）は、福岡県太宰府市大字向佐野に所在する九州旅客鉄道（JR九州）鹿児島本線の信号場である。

## 歴史

### 当信号場が設置された背景
当信号場が開設された当時、鹿児島本線小倉駅 - 鳥栖駅間は全国でも有数の過密ダイヤで運行されており、特に南福岡駅 - 二日市駅間は待避線が1つもなく、余裕のないダイヤ編成となっていた。その為、ダイヤに余裕を持たせる事を目的に、2003年3月15日に当信号場が設置された。なお、元々この場所には以前から待避線を設けた新駅の構想があり、1988年には太宰府市とJR九州が覚書を結び、その後は駅舎や駅前広場などの建設基本構想があったものの、2003年の大水害の莫大な復旧予算もあり、計画は長らく凍結されていたが、2013年3月5日に、信号場周辺の土地区画整理と新駅設置を含めた会合が市役所で行われた。太宰府市では駅周辺のまちづくりも構想されている。

### 信号場が出来る以前
かつて信号所が出来る以前は第4種踏切が現在の信号場構内に当たる場所数か所に設置されていた。現在でも、信号場近くに踏切が設置されている。

### 年表
- 2003年（平成15年）3月15日：九州旅客鉄道が開設[1]。

## 構造
上り・下りそれぞれ本線・副本線の合計4線を有し、列車の待避・追い抜きが行われる。将来、ホームを設置して駅として開業することを想定し、架線柱などは駅設置に支障がないよう配置されている。
列車は8両編成までの列車が停車できるような構造となっている。

## 周辺
太宰府市の西側、西鉄天神大牟田線都府楼前駅の南西約1kmに位置する。信号場周囲は水田が多い。また、当信号場の博多方で九州自動車道が跨って交差するほか、信号場の鳥栖側では県道505号線が鹿児島本線の下をくぐって交差し、住宅や商業施設とはやや離れている。信号場の西側約300mの位置を県道31号線が鹿児島本線に並行して通っている。
バスは太宰府市コミュニティバス「まほろば号」大佐野回り・吉松回りのJA筑紫向佐野支店前停留所が最寄り。

## 隣の駅
九州旅客鉄道（JR九州）
 鹿児島本線
水城駅 (JB06) - （太宰府信号場） - 都府楼南駅 (JB07)